# Catch the Catch
Catch The Catch — дебютный студийный альбом немецкой певицы C.C.Catch, выпущенный в 1986 году на лейбле Hansa Records. Продюсером пластинки стал Дитер Болен. На альбоме содержатся такие знаковые хиты певицы как «I Can Lose My Heart Tonight», «Cause You Are Young» и «Strangers By Night»

## Об альбоме
Первый сингл с альбома «I Can Lose My Heart Tonight» был выпущен за несколько месяцев до релиза лонгплея, 31 июля 1985 года, и сразу же пробился в лидеры хит-парадов во многих европейских странах. Примечательно, что на обложке сингла отсутствовало фото исполнительницы. В октябре 1985 года был выпущен второй сингл к альбому «Cause You Are Young», который был ещё более успешным, чем первый, войдя в первую десятку чартов Германии и Швейцарии. Третьим синглом стала песня «Strangers By Night», которая повторила успех своих предшественников.
Параллельно шла запись дебютной пластинки исполнительницы. Автором и продюсером всех песен на альбоме стал Дитер Болен. Альбом был записан в мейнстримом жанре евродиско с примесью синти-попа. Он содержит 8 треков, 7 из них были представлены в макси-версии. На обложке изображен любимый кот певицы, Морти.
Релиз альбома состоялся в конце апреля, он смог войти в топ-10 чартов Германии, Норвегии и Швейцарии.

## Список композиций
Слова и музыка всех песен — Дитер Болен.
| №                   | Название                                          | Длительность |
| ------------------- | ------------------------------------------------- | ------------ |
| 1.                  | «'Cause You Are Young» (Maxi-Version)             | 4:43         |
| 2.                  | «I Can Lose My Heart Tonight» (Maxi-Version)      | 5:54         |
| 3.                  | «You Shot A Hole In My Soul» (Maxi-Version)       | 5:16         |
| 4.                  | «One Night's Not Enough»                          | 3:23         |
| 5.                  | «Strangers By Night» (Maxi-Version)               | 5:43         |
| 6.                  | «Stay» (Maxi-Version)                             | 5:47         |
| 7.                  | «Jump In My Car» (Maxi-Version)                   | 4:33         |
| 8.                  | «You Can Be My Lucky Star Tonight» (Maxi-Version) | 5:20         |
| Общая длительность: | Общая длительность:                               | 40:36        |

## Чарты

### Еженедельные чарты
| Чарт (1986)                     | Высшая позиция |
| ------------------------------- | -------------- |
| Австрия (Ö3 Austria)            | 24             |
| Германия (Offizielle Top 100)   | 6              |
| Испания (AFYVE)                 | 21             |
| Норвегия (VG-lista)             | 6              |
| Швейцария (Schweizer Hitparade) | 8              |
| Швеция (Sverigetopplistan)      | 25             |

### Годовые чарты
| Чарт (1986)                   | Позиция |
| ----------------------------- | ------- |
| Германия (Offizielle Top 100) | 57      |

## Участники записи
- C.C.Catch — вокал;
- Дитер Болен — аранжировки, продюсирование.